# Schönberg (Zwickau)
Schönberg es un municipio situado en el distrito de Zwickau, en el estado federado de Sajonia (Alemania), a una altitud de 300 metros. Su población a finales de 2016 era de unos 920 habitantes y su densidad poblacional, 60 hab/km².